# Derwisz i anioł
Derwisz i anioł – szósty album studyjny zespołu Maanam wydany w listopadzie 1991 roku nakładem wytwórni Arston na płycie winylowej oraz nakładem Kamiling Co na kasecie magnetofonowej. W 1992 roku wydany został na płycie kompaktowej. Album był promowany przez koncert „Maanam 1991”, podczas którego zespół przedstawił swoje najpopularniejsze piosenki i utwory z najnowszej płyty. Fragmenty koncertu zostały wydane na DVD Maanamu Złote DVD Vol. 1.
Płyta osiągnęła nakład 120 tysięcy sprzedanych egzemplarzy. W 2016 roku album został wydany ponownie na winylu.
Marek Jackowski o albumie dla TYLKO ROCKA:

„Cały czas mam wrażenie, że jest w tej  płycie coś, czego nie umiem wyrazić słowami.”

{{Cytat}} Brakujące pola: treść. Przestarzałe pola: 1.
Kamil Sipowicz o albumie:

„Płyta z powrotem wprowadziła Maanam na polski rynek. Wielkie przeboje: „Anioł i „Wyjątkowo zimny maj”. Do 'Maja...' Alina Skiba zrobiła świetny teledysk... Ostatnia płyta z udziałem Bogdana Kowalewskiego, który potem uległ poważnemu wypadkowi samochodowemu, uniemożliwiającemu dalsze granie na gitarze basowej... Na okładce świetne zdjęcie Kory, autorstwa Andrzeja Świetlika””

{{Cytat}} Brakujące pola: treść. Przestarzałe pola: 1.

## Lista utworów
1. „Nie bój się, nie bój się” – 3:01
2. „Co znaczą te słowa” – 3:29
3. „Karuzela marzeń” – 3:47
4. „Złote tango, złoty deszcz” – 3:55
5. „Samotność mieszka w pustych oknach” – 3:20
6. „Street Cowboys” – 4:49
7. „Anioł (miłość to wieczna tęsknota)” – 4:33
8. „Derwisz” – 3:40
9. „W ciszy nawet kamień rośnie” – 4:53
10. „Wyjątkowo zimny maj” – 3:56

## Skład
- Kora – śpiew
- Marek Jackowski – gitara
- Bogdan Kowalewski – gitara basowa
- Paweł Markowski – perkusja
- Ryszard Olesiński – gitara

Gościnnie
- Mirosław Gordon – akordeon
- Janusz Zdunek – trąbka
- Grzech - saksofon[8]